# Сексуальне насильство в армії
Сексуальне насильство в армії, секс-насильство серед військ — зґвалтування та сексуальне насильство, скоюване військовослужбовцями проти своїх колег під час військової служби в межах армії однієї країни. Відрізняється від сексуального насильства, скоєного солдатами під час війни або військової окупації проти цивільного населення іншої країни (Див. Воєнне сексуальне насильство).
Сексуальне насилля серед військ особливо поширене у військах тих країн, де служать жінки, бо здебільшого цей злочин скоюється проти жінок. Водночас досить поширене явище гомосексуального насильства в армії, особливо в тих країнах, в арміях яких існує дідівщина.